# Avenida Ejército (Antofagasta)
La Avenida Ejército corresponde a una avenida de doble calzada ubicada en la zona urbana de la comuna de Antofagasta, Chile.
Esta avenida es la continuación de Avenida República de Croacia (desde el norte) y Avenida Universidad de Antofagasta (desde el sur), por lo que forma parte del conjunto de avenidas conocido popularmente como Avenida Costanera. Recorre la costa desde su intersección con la calle Mauret Caamaño, al norte.
En sus inicios, la continua Avenida República de Croacia correspondía a una parte de la Avenida Ejército, situación que se mantuvo hasta el 21 de octubre de 2006, día que se oficializó el cambio de nombre, en una ceremonia oficiada por el Presidente de Croacia Stjepan Mesić. El nombre fue aprobado por el Concejo Municipal de Antofagasta, en reconocimiento al aporte entregado por la colonia croata residente a la ciudad.

## Toponimia
Su nombre se debe a que en esta avenida se encuentran el Regimiento Reforzado N°20 "La Concepción" (un ex conjunto de regimientos especializados) y el Cuartel General de la I División de Ejército de Chile, los cuales están separados por la Población Militar.

## Hitos

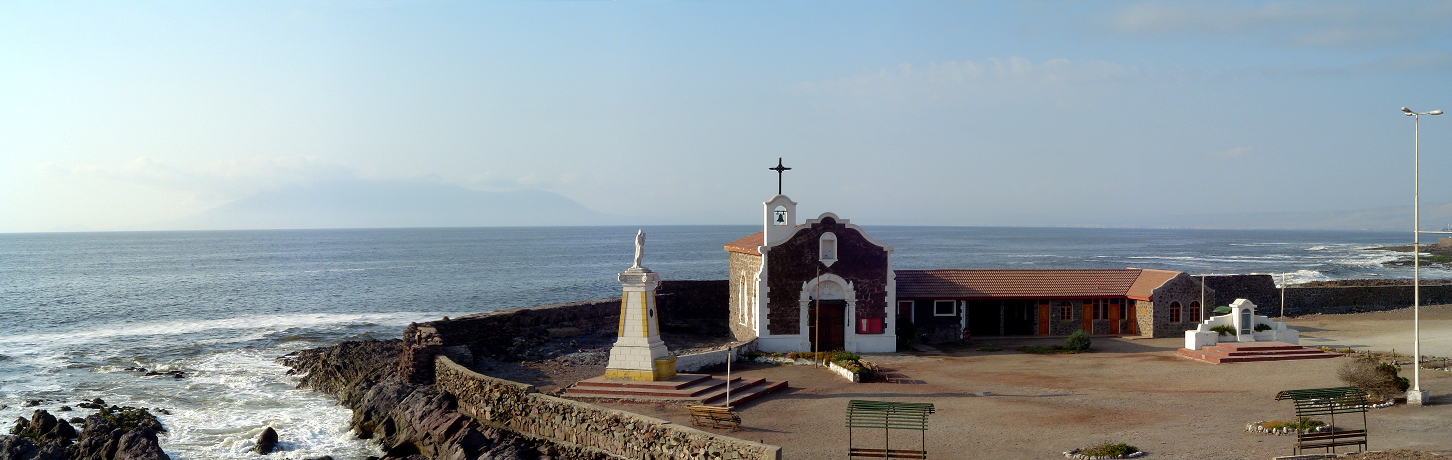
Capilla Militar Nuestra Señora del Carmen, ex-sala de máquinas de la Fundición de Metales de Huanchaca.

De norte a sur, la Avenida Ejército permite el acceso a diversas infraestructuras urbanas, como el Retén Playa Blanca de Carabineros de Chile, el Radisson Hotel Antofagasta (propiedad de la cadena hotelera Radisson Hotels & Resorts) y la Capilla Militar Nuestra Señora del Carmen, que corresponde a la ex-sala de máquinas de la Fundición de Metales de Huanchaca.
A lo largo de la avenida se extiende el Paseo Los Héroes, inaugurado el 8 de junio de 1984.